# Château d'Hemmen
Le château d'Hemmen (en néerl. Kasteel Hemmen ou Huis Hemmen) est un ancien château néerlandais, situé à l'ouest du village d'Hemmen sur la rivière de Linge, dans la municipalité d'Overbetuwe, dans la province de Gueldre.

## Histoire
L'histoire du château de Hemmen remonte au XIVe siècle. La première mention du château remonte à 1361, mentionné comme un fief du Saint-Empire romain attribué au chevalier Borre van Doornick. Par mariage de sa fille Elisabeth, le fief passa à son mari: Steven van Lynden, seigneur d'Hemmen à partir de 1375, après quoi il resta dans la famille Van Lynden jusqu'en 1931. Il appartenait donc à l'une des familles nobles les plus importantes et les plus anciennes des Pays-Bas. Il n'y a aucune certitude sur l'apparence de ce château médiéval. Les représentations disponibles doivent être examinées d'un œil critique. Il est plausible qu'il y ait eu plusieurs tours, des extensions, des ailes annexes et une cour intérieure.
En 1757, une majestueuse maison de campagne a été construite sur les fondations de l'ancien château, peut-être à la suite de dommages causés par une inondation. À partir des années 1930, la gestion relève de la Stichting het Lijndensche Fonds voor Kerk en Zending, héritière du dernier seigneur d'Hemmen, Frans Godard van Lynden van Hemmen (nl) (1836-1931) décédé sans enfant.
Le manoir a été complètement détruit en janvier 1945 par une force anglo-canadienne, qui a tiré sur le château avec des mortiers au phosphore et appuyés par des chars Sherman et Firefly. Un groupe de parachutistes Fallschirmjäger s'était caché dans le majestueux bâtiment. Le village d'Hemmen se trouvait sur la ligne de front de la fin septembre 1944 jusqu'à la libération. Les témoins silencieux de cette période de l'histoire, tels que des munitions conventionnels non explosées et des tombes occasionnelles, ne sont pas rares dans cette zone.
Bien que l'histoire du château d'Hemmen remonte à la fin du Moyen Âge, la région est habitée depuis bien plus longtemps, comme en témoigne la découverte d'objets archéologiques de la fin de l'âge du fer et de l'époque romaine. Au XIXe siècle, le pasteur O.G. Heldring a fait de nombreuses découvertes archéologiques à Hemmen et dans les environs, et certains de ces objets sont maintenant conservés au Rijksmuseum van Oudheden (RMO) ou Musée national des Antiquités de Leyde. L'un des objets en bronze les plus anciens trouvés à Hemmen est une fameuse hache à aileron de l'Age du bronze. Un autre objet particulier trouvé à Hemmen est un bol en céramique sigillée. À l'époque romaine, il y avait plusieurs colonies bataves à Hemmen. Les Bataves avaient leurs propres rituels sacrificiels, comme en témoigne la découverte du piédestal d'une statue de bronze dans le Linge.
Après la Seconde Guerre mondiale, le parc du château et les murs du jardin ont été construits. Les ruines du château ont été consolidées dans les années 1990. Tous les arbres et les annexes ont ensuite été enlevés. Le jardin du château d'Hemmen a été restauré dans son ancienne splendeur par un groupe de bénévoles à ce moment. Le parc et une porte du XVIIIe siècle sont classés monuments nationaux.

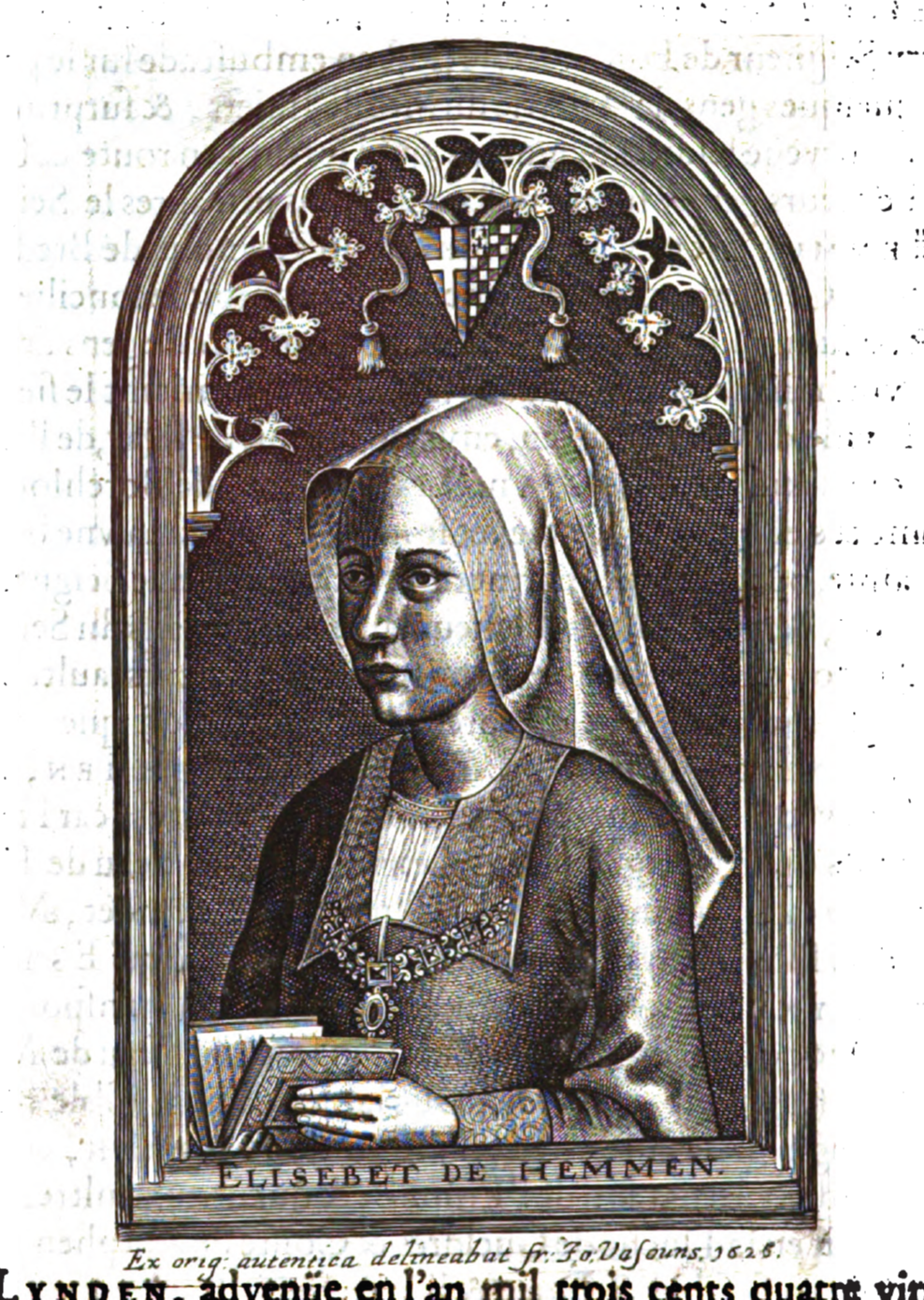
Représentation d'Elisabeth d'Hemmen épouse de Steven van Lynden.
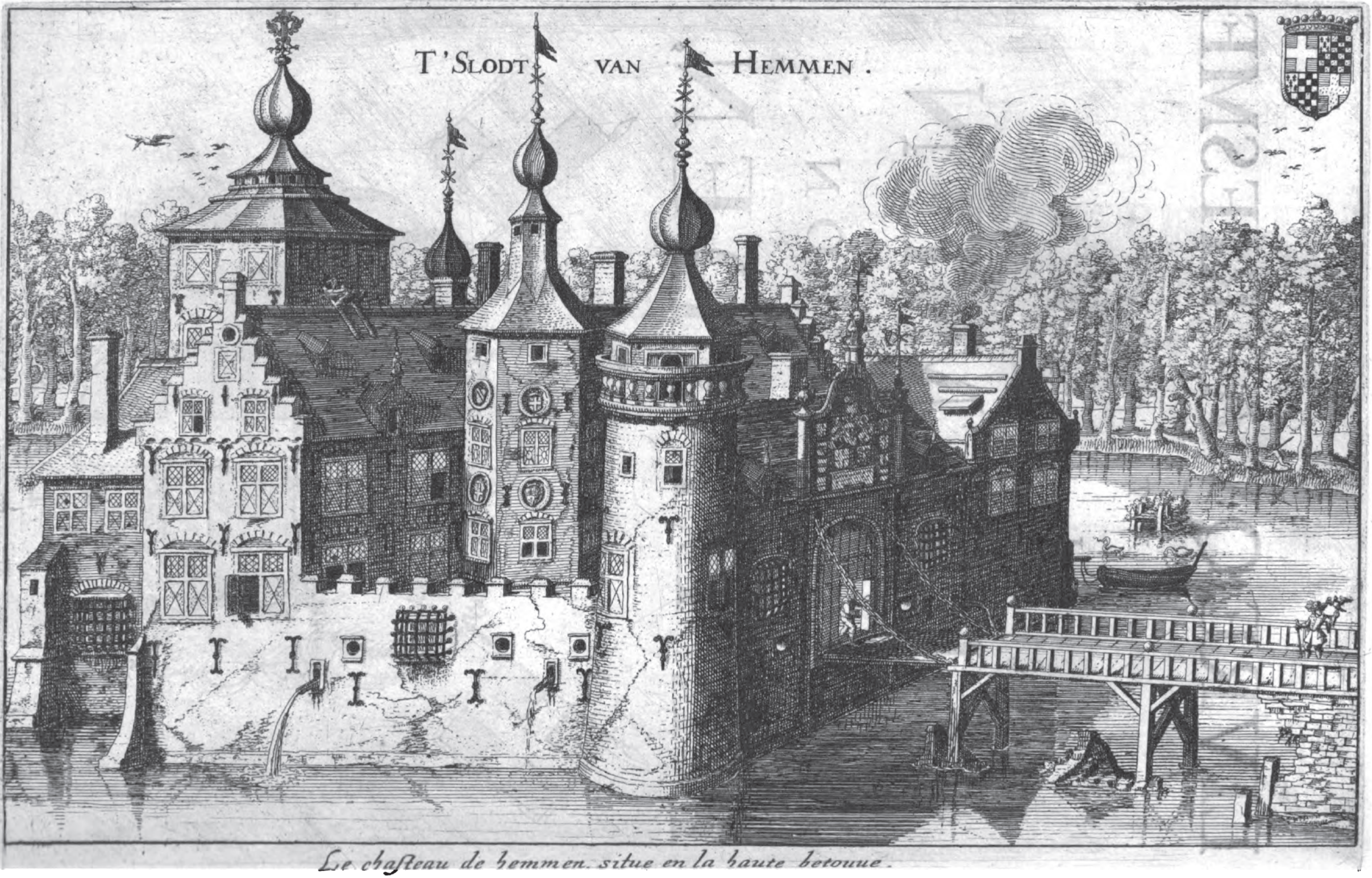
Le château d'Hemmen dans un livre de 1626.
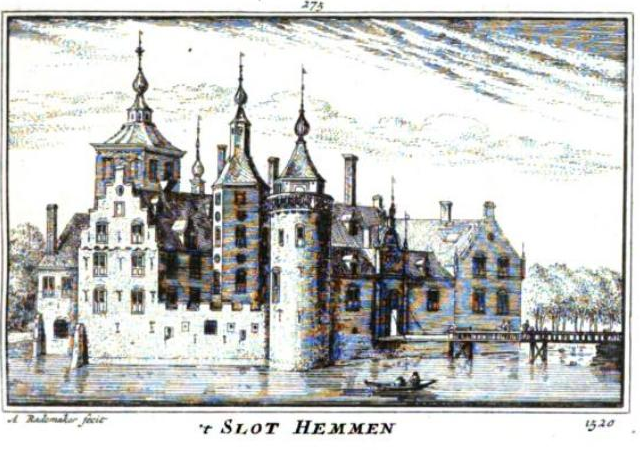
Une représentation du château par Abraham Rademaker (avant 1765).
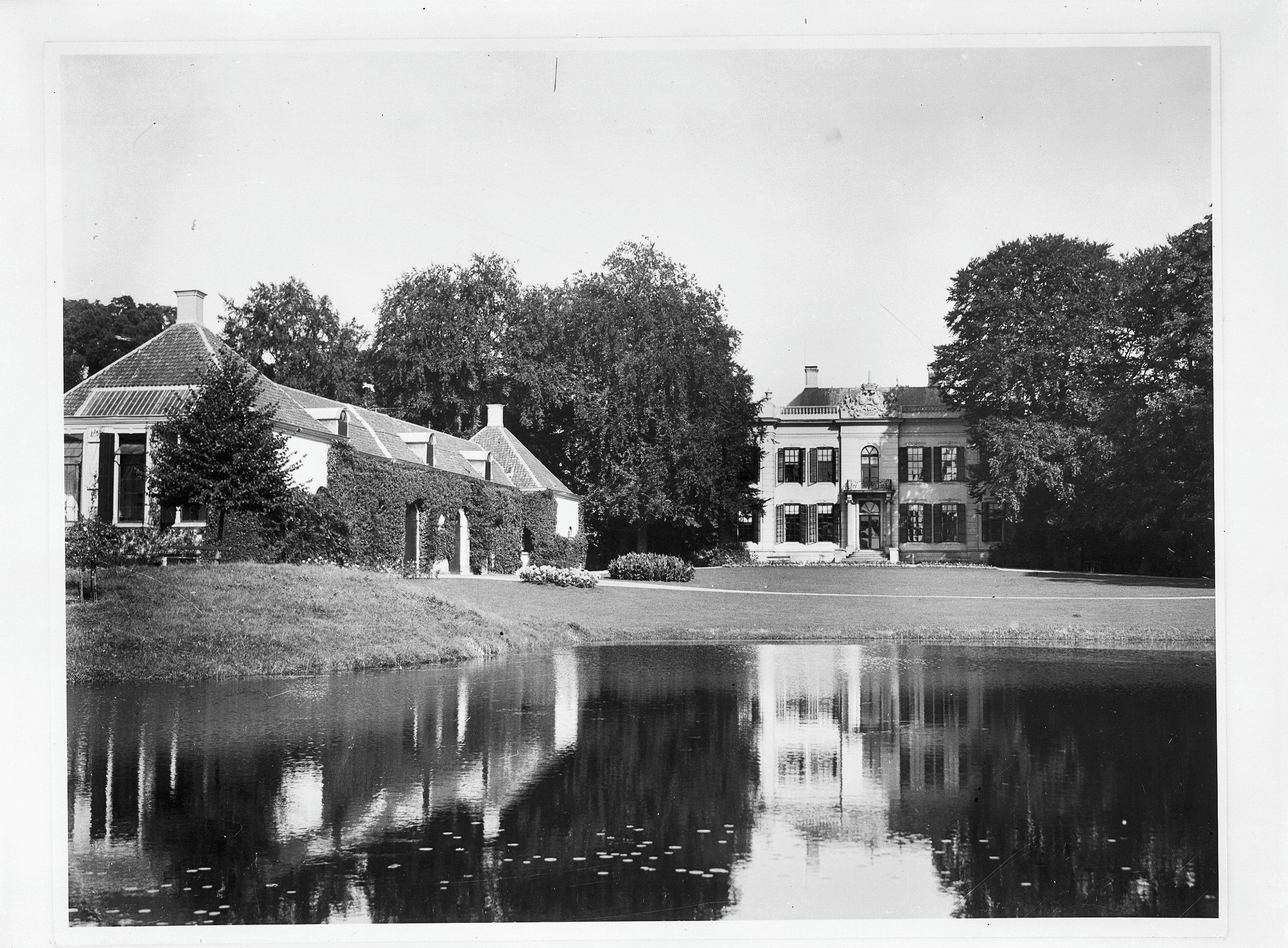
Vue générale du domaine vers 1930.
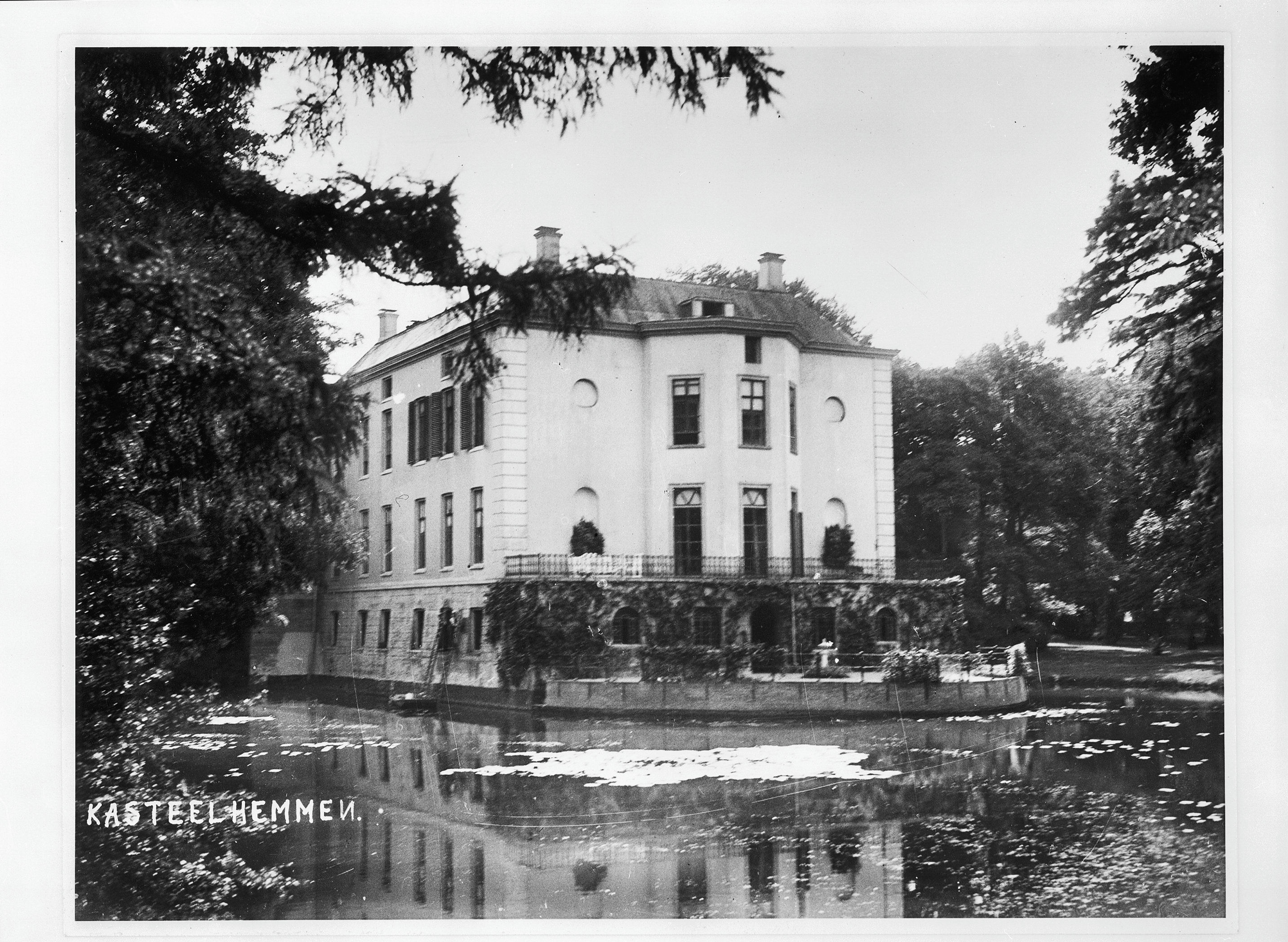
Vue latérale du manoir vers 1930.
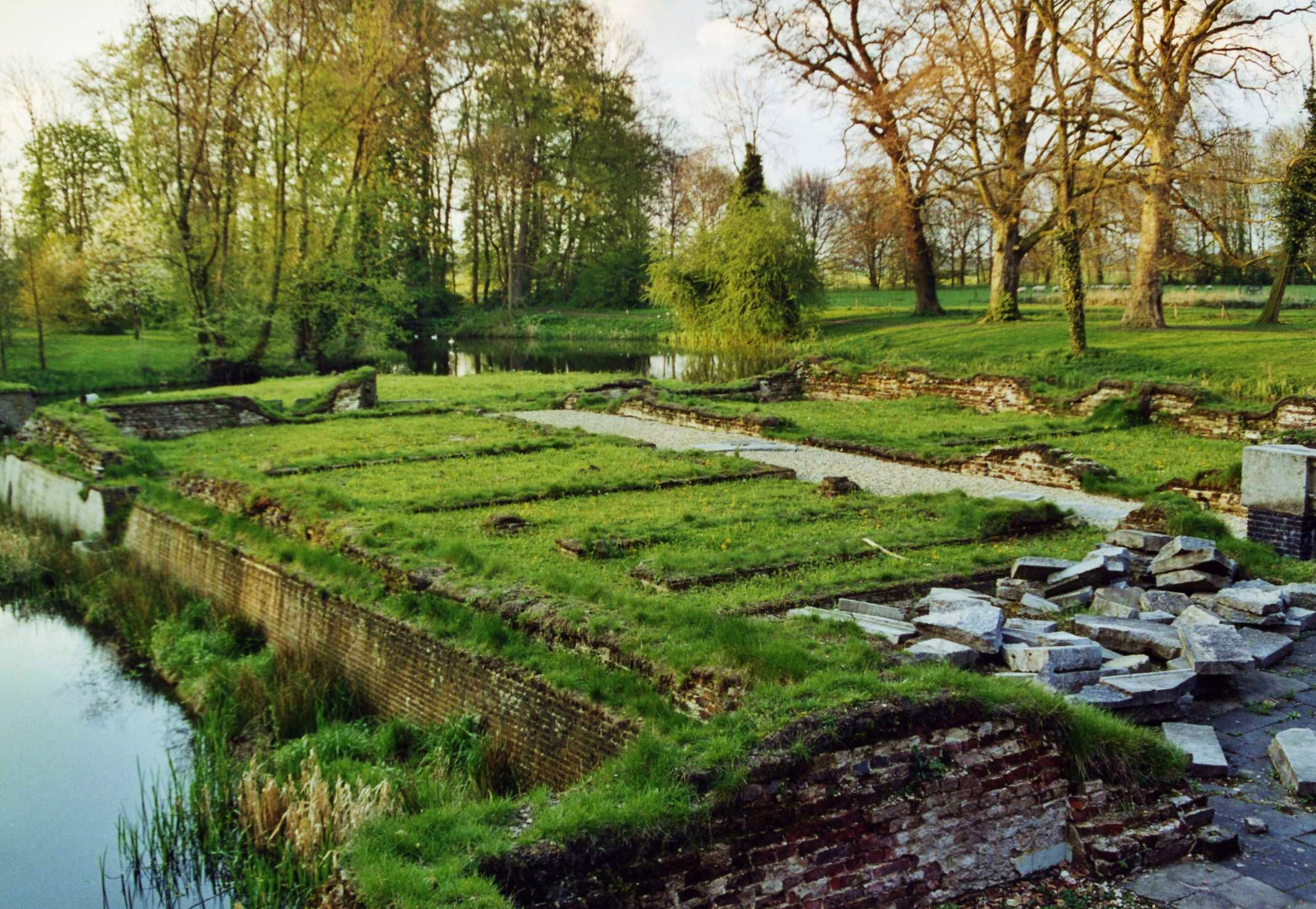
Les ruines du manoir.

## Sources
- (nl) Huis te Hemmen Complexomschrijving
- Kastelen in Gelderland (Utrecht, 2013), pp. 402-403.
- Isaak Tirion, Kabinet van Nederlandsche en Kleefsche outheden Uitgever: Te Amsterdam (1765)
- J.J. van den Brandhof, Hemmen: historie-landgoed-kasteeltuin (2004)
- O.G. Heldring, Wandelingen ter opsporing van Bataafsche en Romeinsche oudheden, legenden, enz. (1838)